# Ariha
Arīḥā (àrab: أريحا, Arīḥā) o, més sovint, Rīḥā (àrab: ريحا, Rīḥā) és una vila de Síria que pertany administrativament a la governació d'Idlib. Ariha es troba a una altitud de 587 metres i té una població estimada de 57.109 persones (2012).

## Història
Ariha fou una antiga població a la regió d'Alep, situada a la falda septentrional del Jabal Bani Ulayn o Jabal Arbain, part de les muntanyes del Jabal Riha o Jabal al-Zawiya. S'ha identificat amb la Rugia o Chatel Rouge dels francs, però sembla no ser una identificació encertada. Correspon en canvi a la població àrab d'al-Rudj a la ruta entre Alep i Hamah. A 12 km al sud-est hi ha les ruïnes de Ruwayha (Petita Riha).